# Banda MS
La Banda Sinaloense MS de Sergio Lizárraga también conocida como Banda MS es una agrupación de música de banda sinaloense (incluyendo narcocorridos) creada en la ciudad de Mazatlán, Sinaloa, México, en el año de 2003. 

## Historia
La Banda MS se formó en el año 2003 en el puerto de Mazatlán, en el estado de Sinaloa con 15 integrantes. Las siglas MS en su nombre provienen de las iniciales de Mazatlán, Sinaloa. Uno de los fundadores e integrante de la agrupación fue Julión Álvarez, el cual estaba dando sus inicios como cantante del género de banda. En el año 2004 se unió Alan Manuel Ramírez Salcido, como integrante número 16. La banda ha tocado canciones compuestas por Marco Antonio Solís, Joan Sebastián, Edén Muñoz, Horacio Palencia, Joss Favela y Espinoza Paz, entre otros. En septiembre de 2013, la Banda MS fue nominada a los premios Lunas del Auditorio en la categoría de Música Grupera.
La Banda MS ha realizado duetos con raperos como Snoop Dogg con la canción Que Maldición, publicada el 1 de mayo del 2020, y Ice Cube con ¿Cuáles Fronteras?, publicada el 5 de mayo de 2023 .

## Miembros
- Oswaldo Silvas, vocalista
- Alan Manuel Ramírez Salcido, vocalista
- David Castro Lejarza, vocalista trompetista y acordeonista
- Jairo Ernesto Osuna Tirado, clarinete
- Alberto Lizárraga Lizárraga, clarinete
- Pavel Josué Ocampo Quintero, clarinete
- Elías Nordahl Piña, trompeta
- Ricardo Nordahl Piña, trompeta
- José Javier Osuna Sámano, armonía
- Nicolás Tisnado Viera, armonía
- José Alonso Viera Valdés, trombón
- José Ángel Rojas Moreno, trombón
- Francisco Javier Hernández Jiménez, trombón
- Roberto Fausto Sánchez Aguirre, tuba
- Christian Yahir Osuna Aréchiga, tambora
- Luis Fernando Osuna Torres, tarolas

## Discografía
- 2004: No podrás
- 2006: Mi mayor anhelo
- 2007: La raza contenta
- 2008: Escuela de rancho
- 2009: En preparación
- 2011: Amor enfermo
- 2012: Mi razón de ser
- 2013: 10 aniversario
- 2014: No me pidas perdón
- 2015:  En vivo Guadalajara-Monterrey
- 2016: Qué bendición
- 2017: La mejor versión de mí
- 2018: Con todas las fuerzas
- 2019: En vivo CDMX
- 2020: El trabajo es la suerte
- 2021: Positivo (acústico)
- 2022: Punto y aparte
- 2023: MS 20 años
- 2023: Navidad con la MS
- 2025: Edición limitada
- 2025: Grandes éxitos remasterizado

## Premios y nominaciones
Banda MS, sus álbumes y canciones han sido nominados y galardonados en algunas ceremonias de premiación, han estado nominados a 137 categorías y han ganado 47 premios a lo largo de su trayectoria desde el 2003. A continuación la lista con las candidaturas obtenidas:
| Ceremonia de premiación      | Año  | Categoría                                              | Trabajo nominado                             | Resultado | Ref.   |
| ---------------------------- | ---- | ------------------------------------------------------ | -------------------------------------------- | --------- | ------ |
| Billboard Latin Music Awards | 2014 | Hot latin songs - Artista del año, dúo o grupo         | Banda MS                                     | Nominado  | [ 8 ]  |
| Billboard Latin Music Awards | 2015 | Hot latin songs - Artista del año, dúo o grupo         | Banda MS                                     | Ganador   | [ 9 ]  |
| Billboard Latin Music Awards | 2015 | Top latin albums - Artista del año, dúo o grupo        | Banda MS                                     | Nominado  | [ 9 ]  |
| Billboard Latin Music Awards | 2015 | Regional mexican songs - Artista del año, dúo o grupo  | Banda MS                                     | Ganador   | [ 9 ]  |
| Billboard Latin Music Awards | 2015 | Regional mexican albums - Artista del año, dúo o grupo | Banda MS                                     | Nominado  | [ 9 ]  |
| Billboard Latin Music Awards | 2015 | Canción regional mexicano del año                      | «Hermosa experiencia»                        | Ganador   | [ 9 ]  |
| Billboard Latin Music Awards | 2016 | Hot latin songs - Artista del año, dúo o grupo         | Banda MS                                     | Ganador   | [ 10 ] |
| Billboard Latin Music Awards | 2016 | Regional mexican songs - Artista del año, dúo o grupo  | Banda MS                                     | Ganador   | [ 10 ] |
| Billboard Latin Music Awards | 2016 | Regional mexican albums - Artista del año, dúo o grupo | Banda MS                                     | Nominado  | [ 10 ] |
| Billboard Latin Music Awards | 2016 | Canción del año, streaming                             | «Mi razón de ser»                            | Nominado  | [ 10 ] |
| Billboard Latin Music Awards | 2016 | Canción del año, streaming                             | «Háblame de ti»                              | Nominado  | [ 10 ] |
| Billboard Latin Music Awards | 2016 | Canción regional mexicano del año                      | «Háblame de ti»                              | Nominado  | [ 10 ] |
| Billboard Latin Music Awards | 2017 | Hot latin songs - Artista del año, dúo o grupo         | Banda MS                                     | Ganador   | [ 11 ] |
| Billboard Latin Music Awards | 2017 | Top latin albums - Artista del año, dúo o grupo        | Banda MS                                     | Nominado  | [ 11 ] |
| Billboard Latin Music Awards | 2017 | Regional mexican songs - Artista del año, dúo o grupo  | Banda MS                                     | Ganador   | [ 11 ] |
| Billboard Latin Music Awards | 2017 | Regional mexican albums - Artista del año, dúo o grupo | Banda MS                                     | Nominado  | [ 11 ] |
| Billboard Latin Music Awards | 2017 | Álbum latino del año                                   | Que bendición                                | Nominado  | [ 11 ] |
| Billboard Latin Music Awards | 2017 | Álbum regional mexicano del año                        | Que bendición                                | Nominado  | [ 11 ] |
| Billboard Latin Music Awards | 2017 | Canción regional mexicano del año                      | Me libre de ti                               | Ganador   | [ 11 ] |
| Billboard Latin Music Awards | 2017 | Canción regional mexicano del año                      | «Me vas a extrañar»                          | Nominado  | [ 11 ] |
| Billboard Latin Music Awards | 2018 | Regional mexican - Artista del año, dúo o grupo        | Banda MS                                     | Ganador   | [ 12 ] |
| Billboard Latin Music Awards | 2018 | Hot latin songs - Artista del año, dúo o grupo         | Banda MS                                     | Nominado  | [ 12 ] |
| Billboard Latin Music Awards | 2018 | Top latin albums - Artista del año, dúo o grupo        | Banda MS                                     | Ganador   | [ 12 ] |
| Billboard Latin Music Awards | 2018 | Álbum regional mexicano del año                        | La mejor versión de mí                       | Nominado  | [ 12 ] |
| Billboard Latin Music Awards | 2019 | Hot latin songs - Artista del año, dúo o grupo         | Banda MS                                     | Ganador   | [ 13 ] |
| Billboard Latin Music Awards | 2019 | Top latin albums - Artista del año, dúo o grupo        | Banda MS                                     | Ganador   | [ 13 ] |
| Billboard Latin Music Awards | 2019 | Regional mexican - Artista del año, dúo o grupo        | Banda MS                                     | Ganador   | [ 13 ] |
| Billboard Latin Music Awards | 2019 | Canción regional mexicano del año                      | «Tu postura»                                 | Nominado  | [ 13 ] |
| Billboard Latin Music Awards | 2019 | Canción regional mexicano del año                      | «Mejor me alejo»                             | Nominado  | [ 13 ] |
| Billboard Music Award        | 2016 | Mejor artista latino                                   | Banda MS                                     | Nominado  | [ 14 ] |
| iHeartRadio Music Awards     | 2017 | Canción regional mexicano del año                      | «Solo con verte»                             | Ganador   | [ 15 ] |
| iHeartRadio Music Awards     | 2018 | Artista regional mexicano del año                      | Banda MS                                     | Nominado  | [ 16 ] |
| iHeartRadio Music Awards     | 2019 | Artista regional mexicano del año                      | Banda MS                                     | Nominado  | [ 17 ] |
| iHeartRadio Music Awards     | 2019 | Canción regional mexicano del año                      | «Mejor me alejo»                             | Nominado  | [ 17 ] |
| iHeartRadio Music Awards     | 2020 | Artista regional mexicano del año                      | Banda MS                                     | Pendiente | [ 18 ] |
| Latin American Music Awards  | 2015 | Banda, dúo o grupo favorito, regional mexicano         | Banda MS                                     | Nominado  | [ 19 ] |
| Latin American Music Awards  | 2015 | Canción regional mexicano favorito                     | «Háblame de ti»                              | Nominado  | [ 19 ] |
| Latin American Music Awards  | 2015 | Canción streaming favorita                             | «Háblame de ti»                              | Nominado  | [ 19 ] |
| Latin American Music Awards  | 2016 | Artista del año                                        | Banda MS                                     | Nominado  | [ 20 ] |
| Latin American Music Awards  | 2016 | Banda, dúo o grupo favorito, regional mexicano         | Banda MS                                     | Ganador   | [ 20 ] |
| Latin American Music Awards  | 2016 | Álbum del año                                          | Que bendicón                                 | Nominado  | [ 20 ] |
| Latin American Music Awards  | 2016 | Álbum regional mexicano favorito                       | Que bendicón                                 | Ganador   | [ 20 ] |
| Latin American Music Awards  | 2016 | Canción del año                                        | «Solo con verte»                             | Nominado  | [ 20 ] |
| Latin American Music Awards  | 2016 | Canción regional mexicano favorita                     | «Solo con verte»                             | Ganador   | [ 20 ] |
| Latin American Music Awards  | 2017 | Artista del año                                        | Banda MS                                     | Nominado  | [ 21 ] |
| Latin American Music Awards  | 2017 | Banda, dúo o grupo favorito, regional mexicano         | Banda MS                                     | Ganador   | [ 21 ] |
| Latin American Music Awards  | 2017 | Canción del año                                        | «Tengo que colgar»                           | Nominado  | [ 21 ] |
| Latin American Music Awards  | 2017 | Canción regional mexicano favorita                     | «Tengo que colgar»                           | Nominado  | [ 21 ] |
| Latin American Music Awards  | 2018 | Artista del año                                        | Banda MS                                     | Nominado  | [ 22 ] |
| Latin American Music Awards  | 2018 | Dúo o grupo favorito                                   | Banda MS                                     | Nominado  | [ 22 ] |
| Latin American Music Awards  | 2018 | Artista favorito regional mexicano                     | Banda MS                                     | Nominado  | [ 22 ] |
| Latin American Music Awards  | 2018 | Álbum favorito regional mexicano                       | La mejor versión de mí                       | Nominado  | [ 22 ] |
| Latin American Music Awards  | 2018 | Canción favorita regional mexicano                     | «Tu postura»                                 | Nominado  | [ 22 ] |
| Latin American Music Awards  | 2019 | Artista del año                                        | Banda MS                                     | Nominado  | [ 23 ] |
| Latin American Music Awards  | 2019 | Dúo o grupo favorito                                   | Banda MS                                     | Nominado  | [ 23 ] |
| Latin American Music Awards  | 2019 | Artista favorito regional mexicano                     | Banda MS                                     | Nominado  | [ 23 ] |
| Latin American Music Awards  | 2019 | Álbum favorito regional mexicano                       | Con todas las fuerzas                        | Nominado  | [ 23 ] |
| Latin American Music Awards  | 2019 | Canción favorita regional mexicano                     | «Mejor me alejo»                             | Nominado  | [ 23 ] |
| Lunas del Auditorio          | 2013 | Música grupera                                         | Banda MS                                     | Nominado  | [ 24 ] |
| Lunas del Auditorio          | 2014 | Música grupera                                         | Banda MS                                     | Nominado  | [ 25 ] |
| Lunas del Auditorio          | 2016 | Música regional mexicana                               | Banda MS                                     | Nominado  | [ 26 ] |
| Lunas del Auditorio          | 2017 | Música regional mexicana                               | Banda MS                                     | Ganador   | [ 27 ] |
| Lunas del Auditorio          | 2018 | Música regional mexicana                               | Banda MS                                     | Ganador   | [ 28 ] |
| Lunas del Auditorio          | 2019 | Música grupera                                         | Banda MS                                     | Nominado  | [ 29 ] |
| Premio Grammy Latino         | 2013 | Mejor canción regional mexicano                        | «Mi razón de ser»                            | Nominado  | [ 30 ] |
| Premio Lo Nuestro            | 2014 | Álbum regional mexicano del año                        | Mi razón de ser                              | Nominado  | [ 31 ] |
| Premio Lo Nuestro            | 2015 | Artista banda del año, regional mexicano               | Banda MS                                     | Nominado  | [ 32 ] |
| Premio Lo Nuestro            | 2015 | Grupo o dúo del año, regional mexicano                 | Banda MS                                     | Nominado  | [ 32 ] |
| Premio Lo Nuestro            | 2015 | Canción del año, regional mexicano                     | «Hermosa experiencia»                        | Nominado  | [ 32 ] |
| Premio Lo Nuestro            | 2016 | Artista banda del año, regional mexicano               | Banda MS                                     | Nominado  | [ 33 ] |
| Premio Lo Nuestro            | 2016 | Grupo o dúo del año, regional mexicano                 | Banda MS                                     | Nominado  | [ 33 ] |
| Premio Lo Nuestro            | 2017 | Artista del año                                        | Banda MS                                     | Nominado  | [ 34 ] |
| Premio Lo Nuestro            | 2017 | Artista banda del año, regional mexicano               | Banda MS                                     | Nominado  | [ 34 ] |
| Premio Lo Nuestro            | 2017 | Grupo o dúo del año                                    | Banda MS                                     | Nominado  | [ 34 ] |
| Premio Lo Nuestro            | 2017 | Grupo o dúo del año, regional mexicano                 | Banda MS                                     | Nominado  | [ 34 ] |
| Premio Lo Nuestro            | 2017 | Álbum regional mexicano del año                        | Que bendición                                | Ganador   | [ 34 ] |
| Premio Lo Nuestro            | 2017 | Single del año                                         | «Solo con verte»                             | Nominado  | [ 34 ] |
| Premio Lo Nuestro            | 2017 | Canción regional mexicano del año                      | «Solo con verte»                             | Ganador   | [ 34 ] |
| Premio Lo Nuestro            | 2019 | Grupo o dúo del año, regional mexicano                 | Banda MS                                     | Nominado  | [ 35 ] |
| Premio Lo Nuestro            | 2019 | Canción del año, regional mexicano                     | «Tu postura»                                 | Ganador   | [ 35 ] |
| Premio Lo Nuestro            | 2019 | Canción banda del año, regional mexicano               | «Tu postura»                                 | Ganador   | [ 35 ] |
| Premio Lo Nuestro            | 2020 | Grupo o dúo del año, regional mexicano                 | Banda MS                                     | Nominado  | [ 36 ] |
| Premio Lo Nuestro            | 2020 | Canción del año, regional mexicano                     | «Por siempre mi amor»                        | Ganador   | [ 36 ] |
| Premios Bandamax             | 2013 | Artista banda del año                                  | Banda MS                                     | Nominado  | [ 37 ] |
| Premios Bandamax             | 2013 | Canción de año                                         | «Mi razón de ser»                            | Nominado  | [ 37 ] |
| Premios Bandamax             | 2013 | Video más pedido                                       | «Mi razón de ser»                            | Ganador   | [ 37 ] |
| Premios Bandamax             | 2013 | Mejor producción de video                              | «Mi razón de ser»                            | Nominado  | [ 37 ] |
| Premios Bandamax             | 2014 | Artista más influyente en redes sociales:              | Banda MS                                     | Nominado  | [ 38 ] |
| Premios Bandamax             | 2014 | Banda del año                                          | Banda MS                                     | Ganador   | [ 38 ] |
| Premios Bandamax             | 2014 | Canción de año                                         | «Hermosa Experiencia»                        | Ganador   | [ 38 ] |
| Premios Bandamax             | 2014 | Video más pedido                                       | «No me podas perdón»                         | Nominado  | [ 38 ] |
| Premios Bandamax             | 2015 | Banda del año                                          | Banda MS                                     | Ganador   | [ 39 ] |
| Premios Bandamax             | 2015 | Disco del año                                          | No me pidas perdón                           | Nominado  | [ 39 ] |
| Premios Bandamax             | 2015 | Canción de año                                         | «A lo mejor»                                 | Nominado  | [ 39 ] |
| Premios Bandamax             | 2015 | Video más pedido                                       | Ganador                                      |           | [ 39 ] |
| Premios Bandamax             | 2015 | Mejor producción de video                              | Nominado                                     |           | [ 39 ] |
| Premios Bandamax             | 2016 | Banda del año                                          | Banda MS                                     | Ganador   | [ 40 ] |
| Premios Bandamax             | 2017 | Banda del año                                          | Banda MS                                     | Ganador   | [ 41 ] |
| Premios Bandamax             | 2017 | Disco del año                                          | Que bendición                                | Ganador   | [ 41 ] |
| Premios Bandamax             | 2017 | Canción del año                                        | «Tengo que colgar»                           | Nominado  | [ 41 ] |
| Premios Bandamax             | 2018 | Banda del año                                          | Banda MS                                     | Nominado  | [ 42 ] |
| Premios Bandamax             | 2018 | Canción de año                                         | «Tu postura»                                 | Nominado  | [ 42 ] |
| Premios Bandamax             | 2019 | Artista regional digital                               | Banda MS                                     | Nominado  | [ 43 ] |
| Premios de la radio          | 2012 | Banda del año                                          | Banda MS                                     | Nominado  | [ 44 ] |
| Premios de la radio          | 2012 | Álbum banda del año                                    | Amor Enfermo                                 | Nominado  | [ 44 ] |
| Premios de la radio          | 2013 | Banda del año                                          | Banda MS                                     | Nominado  | [ 45 ] |
| Premios de la radio          | 2014 | Banda del año                                          | Banda MS                                     | Nominado  | [ 46 ] |
| Premios de la radio          | 2014 | Canción banda del año                                  | «Hermosa experiencia»                        | Ganador   | [ 46 ] |
| Premios de la radio          | 2014 | Video del año                                          | «Hermosa experiencia»                        | Nominado  | [ 46 ] |
| Premios de la radio          | 2015 | Artista del año                                        | Banda MS                                     | Ganador   | [ 47 ] |
| Premios de la radio          | 2015 | Banda del año                                          | Banda MS                                     | Nominado  | [ 47 ] |
| Premios de la radio          | 2015 | Disco banda año                                        | No me pidas perdón                           | Nominado  | [ 47 ] |
| Premios de la radio          | 2015 | Canción banda del año                                  | «A lo mejor»                                 | Nominado  | [ 47 ] |
| Premios de la radio          | 2015 | Video del año                                          | «Háblame de ti»                              | Nominado  | [ 47 ] |
| Premios de la radio          | 2016 | Artista del año                                        | Banda MS                                     | Ganador   | [ 48 ] |
| Premios de la radio          | 2016 | Banda del año                                          | Banda MS                                     | Ganador   | [ 48 ] |
| Premios de la radio          | 2016 | Disco del año                                          | Que bendición                                | Ganador   | [ 48 ] |
| Premios de la radio          | 2016 | Canción banda del año                                  | «Me vas a extrañar»                          | Ganador   | [ 48 ] |
| Premios de la radio          | 2017 | Artista del año                                        | Banda MS                                     | Nominado  | [ 49 ] |
| Premios de la radio          | 2017 | Banda del año                                          | Banda MS                                     | Ganador   | [ 49 ] |
| Premios de la radio          | 2017 | Disco del año                                          | La mejor versión de mí                       | Nominado  | [ 49 ] |
| Premios de la radio          | 2017 | Canción banda del año                                  | «Es tuyo mi amor»                            | Nominado  | [ 49 ] |
| Premios de la radio          | 2018 | Artista del año                                        | Banda MS                                     | Ganador   | [ 50 ] |
| Premios de la radio          | 2018 | Banda del año                                          | Banda MS                                     | Ganador   | [ 50 ] |
| Premios de la radio          | 2018 | Canción banda del año                                  | «Tu postura»                                 | Ganador   | [ 50 ] |
| Premios de la radio          | 2019 | Artista del año                                        | Banda MS                                     | Ganador   | [ 51 ] |
| Premios de la radio          | 2019 | Banda del año                                          | Banda MS                                     | Ganador   | [ 51 ] |
| Premios de la radio          | 2019 | Canción banda del año                                  | «Por siempre mi amor»                        | Nominado  | [ 51 ] |
| Premios de la radio          | 2019 | Colaboración del año                                   | «El color de tus ojos» (con Natalia Jiménez) | Nominado  | [ 51 ] |
| Premios Juventud             | 2017 | Mejor canción para "La Troca"                          | «Es tuyo mi amor»                            | Nominado  | [ 52 ] |
| Premios Juventud             | 2017 | Mejor canción para amar                                | «Tengo que colgar»                           | Nominado  | [ 52 ] |
| Premios Juventud             | 2019 | La más pegajosa                                        | «Por siempre mi amor»                        | Nominado  | [ 53 ] |
| Premios Juventud             | 2019 | Ritmo en la regadera                                   | «Por siempre mi amor»                        | Nominado  | [ 53 ] |
| Spotify Awards               | 2020 | Artista Spotify del año                                | Banda MS                                     | Nominado  | [ 54 ] |
| Spotify Awards               | 2020 | Artista más seguido                                    | Banda MS                                     | Ganador   | [ 54 ] |
| Spotify Awards               | 2020 | Artista de México más escuchado en el mundo            | Banda MS                                     | Nominado  | [ 54 ] |
| Spotify Awards               | 2020 | Artista Mexicano Spotify del Año                       | Banda MS                                     | Ganador   | [ 54 ] |
| Spotify Awards               | 2020 | Artista de Banda más escuchado                         | Banda MS                                     | Ganador   | [ 54 ] |
| Spotify Awards               | 2020 | Artista de México más escuchado en México              | Banda MS                                     | Nominado  | [ 54 ] |